# Lino Carletto
Lino Carletto (Vigasio, 20 luglio 1943) è un ex ciclista su strada italiano.

## Carriera
Nato nel 1943 a Vigasio, in provincia di Verona, è passato professionista nel settembre 1966, a 23 anni, con la Salamini-Luxor TV, con la quale ha preso parte al Giro di Lombardia, arrivando 12º. Nello stesso anno aveva preso parte ai Mondiali del Nürburgring, nella corsa in linea Dilettanti, piazzandosi 41º. L'anno successivo, il 1967, con la stessa squadra, ha vinto il G.P. Cemab - Mirandola e ha partecipato al Giro d'Italia, terminando 20º, e alla Milano-Sanremo, chiudendo 76º.
Nel 1968 è passato alla Salvarani, dove è rimasto 5 stagioni, fino al termine della carriera, prendendo parte ad altri 2 Giri d'Italia (46º nel 1968 e 19º nel 1969), al Tour de France 1969 (ritirandosi) e alla Milano-Sanremo 1968 (90º). Nello stesso anno è arrivato in nazionale (l'anno prima era stato riserva viaggiante), partecipando ai Mondiali di Imola, nella corsa in linea Professionisti, non riuscendo a terminarla.
Ha chiuso la carriera nel 1972, a 29 anni.

## Palmarès
- 1967 (Salamini, una vittoria)

G.P. Cemab - Mirandola

## Piazzamenti

### Grandi Giri
- Giro d'Italia

1967: 20º
1968: 46º
1969: 19º
- Tour de France

1969: ritirato (10ª tappa)

### Classiche monumento
- Milano-Sanremo

1967: 76º
1968: 90º
- Giro di Lombardia

1966: 12º

### Competizioni mondiali
- Campionati del mondo

Nürburgring 1966 - In linea Dilettanti: 41º
Imola 1968 - In linea Professionisti: ritirato